# Regiunea Moravia de Sud
Regiunea Moravia de Sud (în cehă Jihomoravský kraj) este o regiune (kraj) în partea de sud a Republicii Cehe și are centrul administrativ în orașul Brno. Este împărțită în șapte districte.

## Impărțire administrativă
| Impărțirea administrativă | Impărțirea administrativă | Impărțirea administrativă | Impărțirea administrativă | Impărțirea administrativă |
| ------------------------- | ------------------------- | ------------------------- | ------------------------- | ------------------------- |
| Okres (District)          | Suprafața in km²          | Locuitori                 | Vârsta medie              | Comune                    |
| Blansko                   | 943                       | 107.454                   | 39,1                      | 130                       |
| Brno-město                | 230                       | 370.505                   | 40,9                      | 1                         |
| Brno-venkov               | 1.108                     | 161.269                   | 39,4                      | 137                       |
| Břeclav                   | 1.173                     | 123.265                   | 38,5                      | 69                        |
| Hodonín                   | 1.086                     | 158.602                   | 38,6                      | 81                        |
| Vyškov                    | 889                       | 86.636                    | 39,0                      | 81                        |
| Znojmo                    | 1.637                     | 114.061                   | 38,3                      | 148                       |